# 芜湖市越剧团
芜湖市越剧团，原为安徽省主要的越剧团体之一，位于芜湖市。2006年，撤销建制，与芜湖市黄梅戏剧团、庐剧团、歌舞团合并为芜湖市艺术剧院。芜湖市越剧团创建于1953年8月，当时称作芜湖市火星越剧团，由南京市的新声越剧团和群艺越剧团为班底组建。1956年2月10日，改名芜湖市越剧团。曾在安徽及周边省市演出，获得多个奖项。